# Rugbrød

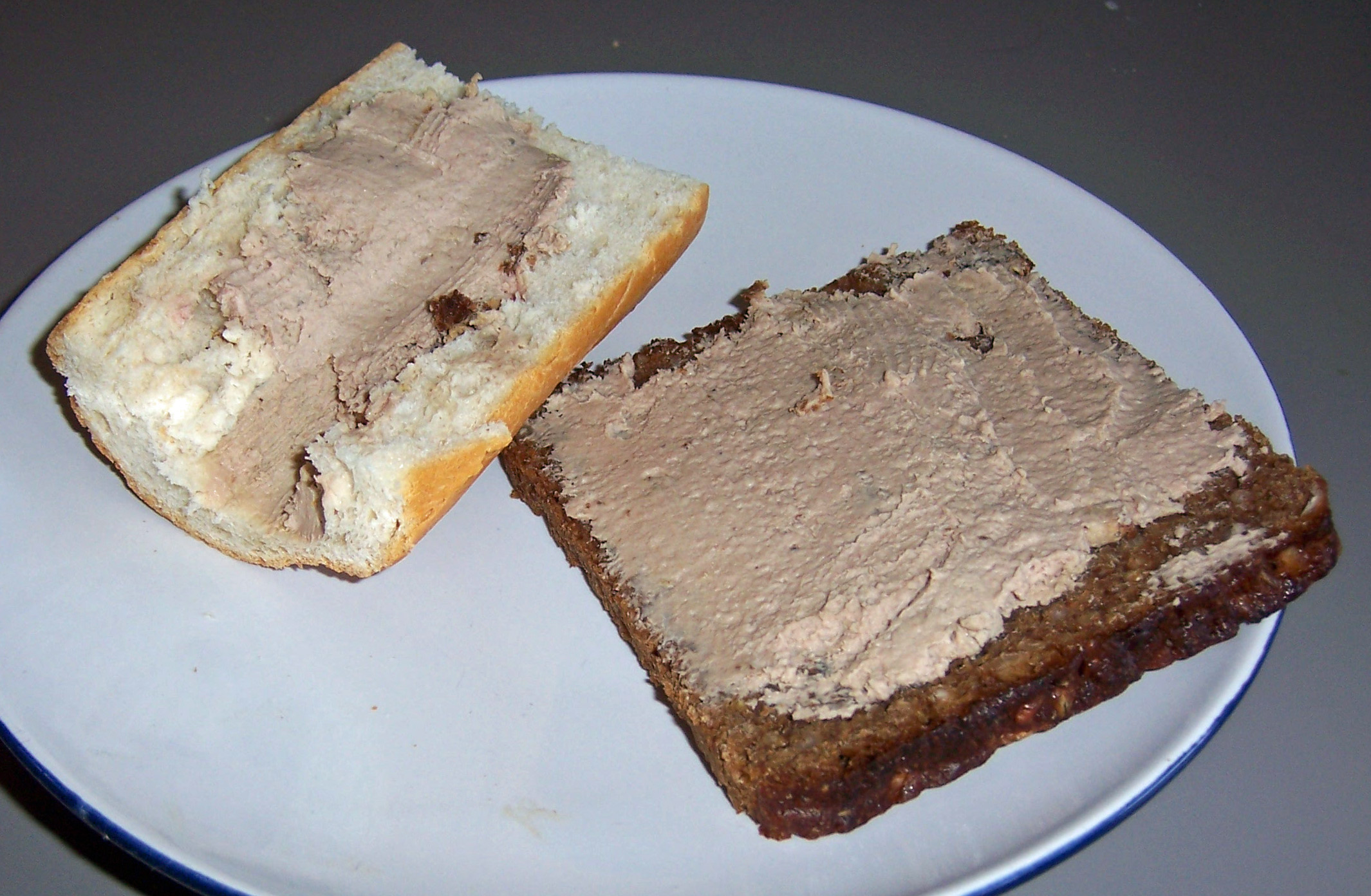
Baguete y rugbrød untados con leverpostej (paté de hígado danés).

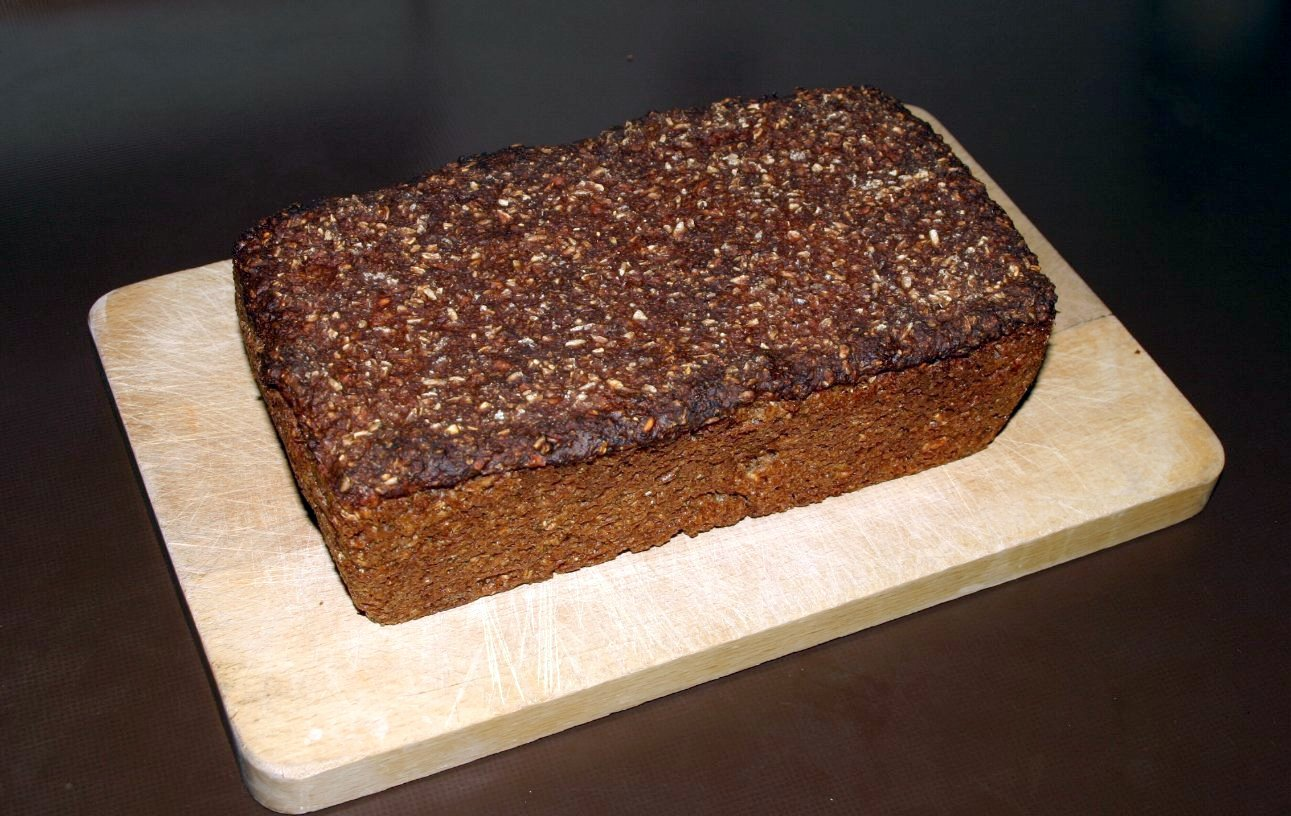
Rugbrød casero.

El rugbrød o pan de centeno danés es el más comúnmente consumido en Dinamarca. Habitualmente, tiene aspecto de rectángulo largo marrón, de no más de 12 cm de alto y 30–35 cm de ancho, si bien la forma y tamaño puede variar, así como los ingredientes. La base es siempre la masa madre. El pan puede hacerse exclusivamente con harina de centeno o contener hasta un tercio de granos de centeno enteros. También existen variantes con semillas de girasol enteras u otras semillas.
Este pan siempre es muy bajo en grasa, siendo su contenido comparable a la mayoría de otras variedades de pan. No contiene aceite ni condimentos (salvo sal), si bien a menudo contiene conservantes para mantenerlo fresco más tiempo.
Aunque es muy apreciado por los daneses y a veces se encuentra también en el norte de Alemania, el rugbrød ha tenido poca aceptación en otras culturas, pues a menudo se considera demasiado ácido, demasiado duro o simplemente de aspecto poco atractivo.
El rugbrød con mantequilla es la base esencial de uno de los más famosos sándwiches abiertos daneses, el smørrebrød..